# 千住汐入大橋

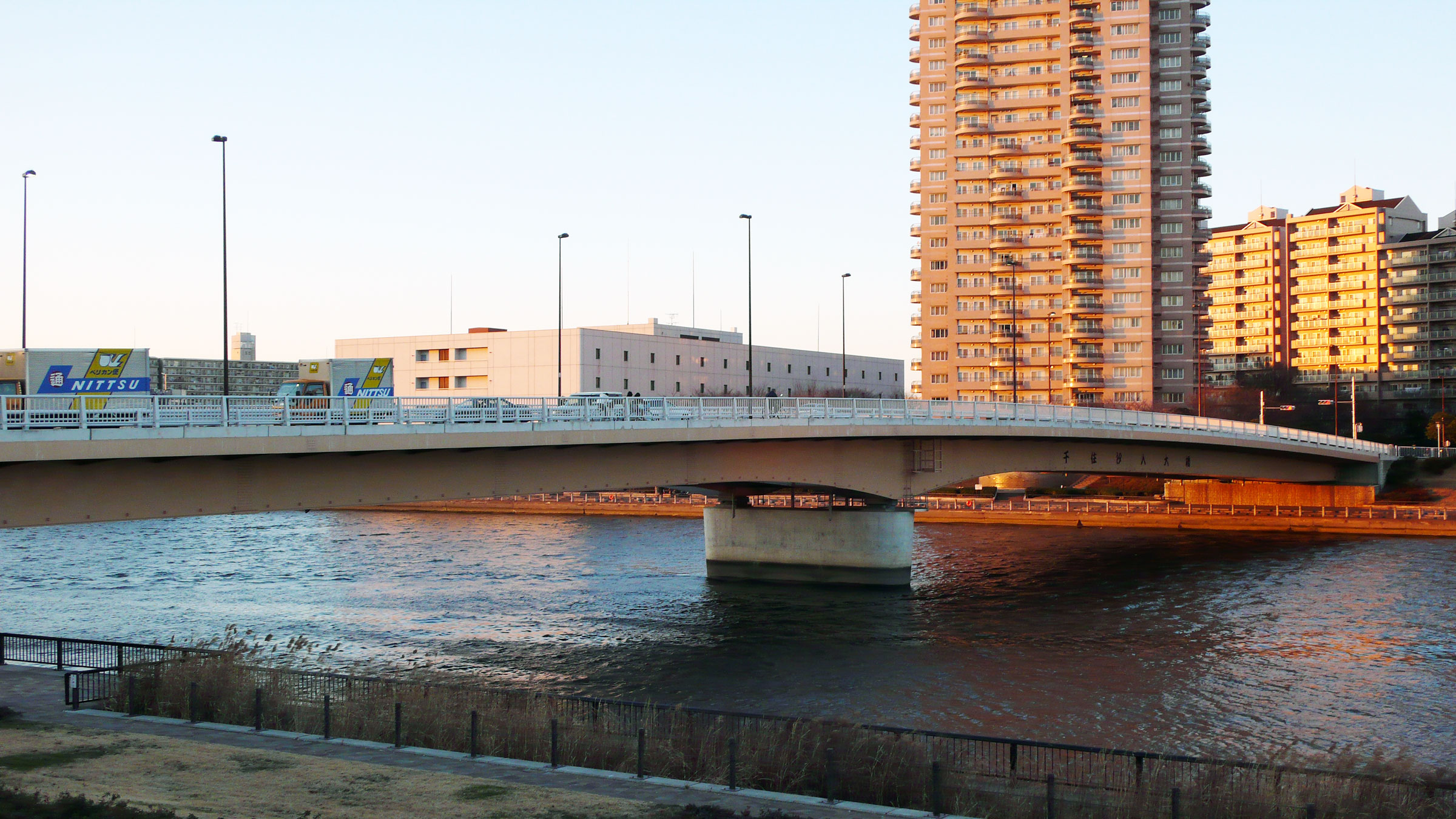
東京都荒川区から（2008年1月）

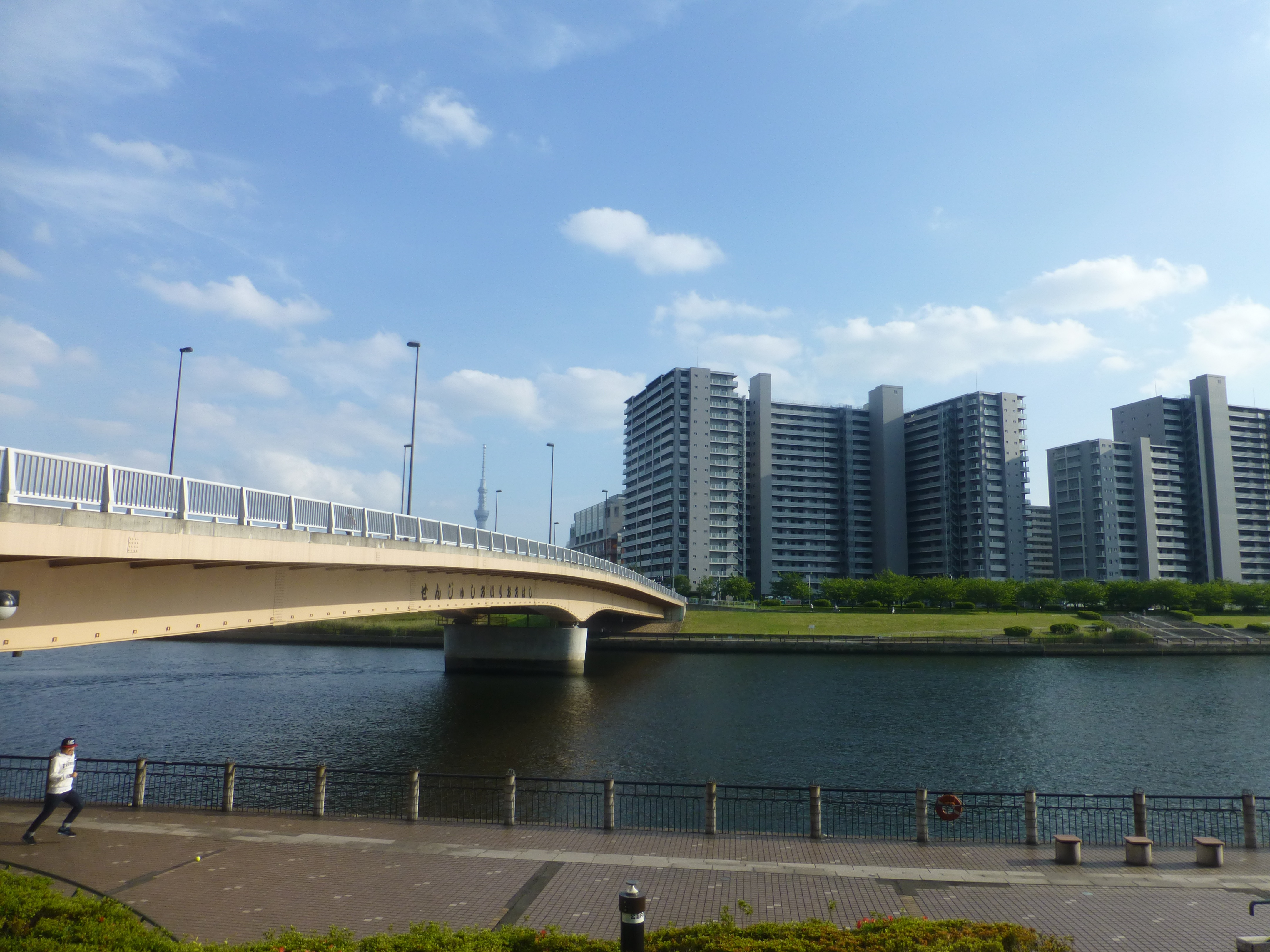
隅田川に架かる様子
（2016年5月）

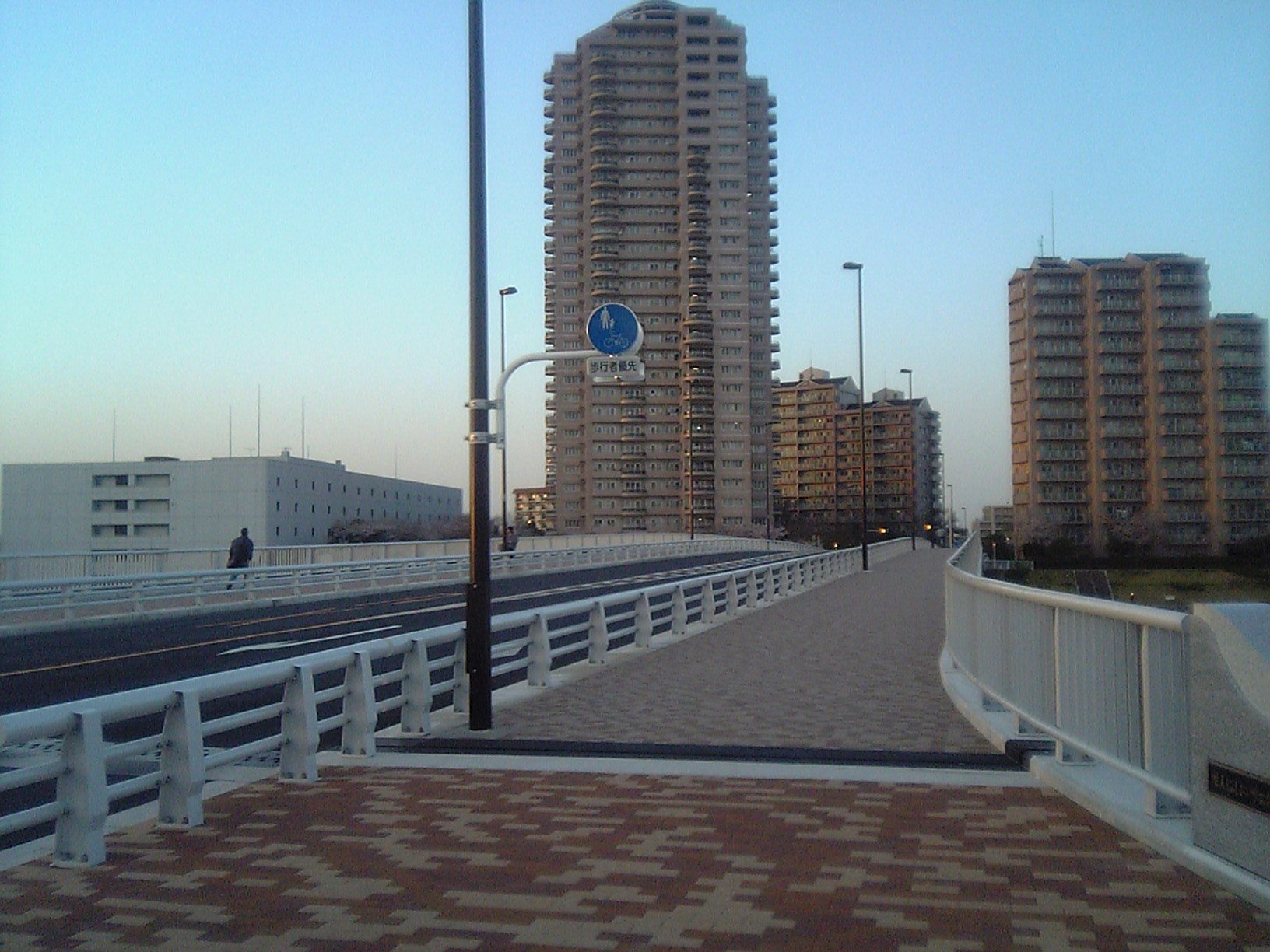
汐入側入口(2006年3月)

千住汐入大橋（せんじゅしおいりおおはし）は、隅田川にかかる橋で、東京都道314号言問大谷田線（補助第109号線）を通す。北岸は足立区千住曙町、南岸は荒川区南千住八丁目。橋名はもともとこの場所にあった渡船場、「汐入の渡し」にちなむ。
隅田川に架かる橋の中では比較的新しく、2006年（平成18年）2月19日に開通した。東京都が災害時の防災拠点として整備している白鬚西地区の主要連絡路であり、足立区、荒川区、葛飾区を相互に繋ぐ重要拠点として架橋された。

## 橋の概要
- 構造形式 2径間連続鋼床鈑箱桁橋
- 橋長 158.6m
- 幅員 20.0m（車道11.0m、歩道4.1m*2）

## 路線バス
開通から長らく一般バス路線が設定されていなかったが、2013年3月25日より京成バスによる路線バスが北千住駅東口から南千住駅東口間に設定される。
- 京成バス［北千02］北千住駅東口～南千住駅東口

また、高速バスはいわき→東京駅行のいわき号が、日立自動車交通に運行を委託しているコミュニティバス、めぐりん（台東区が運営）・Bーぐる（文京区が運営）・江戸バス（中央区が運営）の回送車がこの橋を通過する

## 隣の橋
- 隅田川

（上流） - 隅田川橋梁 - 隅田川橋梁 - 千住汐入大橋 - 水神大橋 - 白鬚橋 - （下流）